# Ковтун, Евгений Фёдорович
Евге́ний Фёдорович Ковту́н (29 февраля 1928, Марьянская — 4 января 1996, Санкт-Петербург) — советский и российский искусствовед, известный учёный, специалист в области русского авангарда.
Подготовил целый ряд выставок и каталогов, посвящённых русскому авангарду, также является автором многочисленных исследований, статей и книг, опубликованных в России и других странах. Основные темы исследований: русская книжная иллюстрация конца XIX — первой половины XX века; русский эстамп и гравюра первой половины XX века; творчество художников русского авангарда — К. Малевича, В. Татлина, М. Ларионова, М. Матюшина, П. Мансурова.

## Биография
Родился в станице Марьянская 29 февраля 1928 года в семье кубанских казаков, отец — учитель.
В 1930 году его семья переехала в Сестрорецк. Во время Великой Отечественной войны, вместе с матерью, был эвакуирован в Алтайский край. В 1944 году с семьёй вернулся в Ленинград. В 1948 году окончил вечернюю школу и поступил на исторический факультет Ленинградского государственного университета по специальности «история искусств», окончил учёбу в 1953 году. В 1953—1956 годах учился в аспирантуре кафедры истории искусства, тема его научной работы была «Русская художественная картинка 1870-х гг.».
С 1956 года и до конца жизни работал в Государственном Русском музее, с 1963 года - в отделе графики, с 1971 года — старший научный сотрудник. В 1977 году защитил диссертацию.
В 1964 году знакомится с художником В. В. Стерлиговым, и под его влиянием начинает интересоваться искусством русского авангарда. Примыкает к «Старопетергофской школе», созданной В. В. Стерлиговым и С. Н. Спицыным получившей это название, потому что встречи и выставки художников проходили в Старом Петергофе, в доме художника С. Н. Спицына.) В круг Старопетергофской школы входили В. В. Стерлигов, Т. Н. Глебова, П. М. Кондратьев (до 1965), С. Н. Спицын, В. П. Волков(до 1965), искусствовед А. В. Повелихина.
Стерлигов и его круг изучали теорию прибавочного элемента К. С. Малевича, «пять новейших систем в искусстве — импрессионизм, сезаннизм, кубизм, супрематизм, кроме футуризма», исследовали цвет. Свою работу они считали продолжением (с перерывом более чем в 30 лет) исследовательской работы, проводившейся в ГИНХУКе.
Умер (покончил с собой) в Санкт-Петербурге 4 января 1996 года.

### Книги
- Что такое эстамп. — Л.: Художник РСФСР, 1963. — 94 с.
- Андрей Ушин. — Художник РСФСР, 1967.
- Авангард, остановленный на бегу. — Аврора, 1989.
- Повелихина Алла, Ковтун Евгений. Русская живописная вывеска и художники авангарда. — Л.: Аврора, 1991. — 200 с. — 2000 экз. — ISBN 5-7300-0274-2.
- Opere di Paul Mansouroff / Text: E. Kovtoun. Palazzo Reale, Caserta, 1983
- Русский период Мансурова // Павел Мансуров. Петроградский авангард. Каталог. ГРМ. 1995.
- Русский авангард 1920—1930-х годов. — Аврора, 1996.
- Михаил Ларионов. 1881—1964.. — Аврора, 1998.
- Avant Garde Art in Russia (Schools and Movements). — Parkstone Press Ltd, 1998.
- Русская футуристическая книга. — М.: Книга, 1989
- Ковтун Е. Ф. Русская футуристическая книга. — М.: РИП-холдинг, 2014. — 232 с. — 2000 экз. — ISBN 978-5-903190-66-9.
- Sangesi. Die russische Avantgarde. Chlebnikow und seine Maler./ Kowtun Jewgenij F. —  Zürich, Edition Stemmle, 1993

### Статьи
- Из истории русского авангарда. (П. Н. Филонов) // Ежегодник Рукописного отдела Пушкинского дома на 1977. — Л., 1979.
- Ковтун Е. Ф. Роль «Тайная пружина». Павел Мансуров и организация ГИНХУКа // Поэзия и живопись: Сборник трудов памяти Н. И. Харджиева  / Составление и общая редакция М. Б. Мейлаха и Д. В. Сарабьянова. — М.: Языки русской культуры, 2000. — С. 269—285. — ISBN 5-7859-0074-2.